# Grande-Terre
Øen Grande-Terre (fransk: île de Grande-Terre eller île de la Grande-Terre) er den østlige del af Guadeloupes hovedø, der er en del af Leeward Islands i de Små Antiller. Den er adskilt fra den anden halvdel af Guadeloupe, øen Basse-Terre, af en smal kanal der kaldes Rivière Salée (saltfloden). Pointe de la Grande Vigie, på Grande-Terre, er det nordligste punkt på Guadeloupe. mod øst ligger øen La Désirade og mod syd øen Marie-Galante
Trods navnet, Grande-Terre (fransk for "det store land") er den mindre end øen Basse-Terre. Den fik navnet som kontrast til det meget mindre Petite Terre ("det lille land"), to små øer beliggende 10 km sydøst for Grande-Terre.
Grande-Terre kyst er omgivet af koralrev og øen selv er et kalkstensplateau. Den er bakket og har hvide sandstrande og klipper. Øens strande består af både hvidt og sort sand, samt nogle strande med gyldent sand. Af de to øer har Grande-Terre størstedelen af Guadeloupes landbrugsarealer og turistområder.
Øen har et areal på 586.68 km². Ved folkeafstemningen i 2006 var befolkningen på Grande-Terre på 197.603 indbyggere, fordelt i 10 kommuner. Befolkningstætheden var på 337 indbyggere pr. km². De befolkningsmæssigt største kommuner er Les Abymes , Le Gosier , Pointe-à-Pitre (alle tre dele af Pointe-à-Pitres byområde), Le Moule, Sainte-Anne, og Morne-à-l'Eau.
På øen lever bl.a. fuglearten Kagu, der kun findes her.

## Eksterne kilder og henvisninger
- Wikimedia Commons har flere filer relateret til Grande-Terre
- Grande-Terre Arkiveret 28. juni 2017 hos  Wayback Machine på visitguadeloupe.co.uk
- Grande-Terre (Webside ikke længere tilgængelig) på britannica.com